# Kopki (Basses-Carpates)
Pour les articles homonymes, voir Kopki.
Kopki est une localité polonaise de la gmina de Rudnik nad Sanem, située dans le powiat de Nisko en voïvodie des Basses-Carpates.